# Pyrola macrocalyx
Pyrola macrocalyx är en ljungväxtart som beskrevs av Jisaburo Ohwi. Pyrola macrocalyx ingår i släktet pyrolor, och familjen ljungväxter. Inga underarter finns listade i Catalogue of Life.